# Савельев, Владимир Алексеевич
Владимир Алексеевич Савельев (род. 14 марта 1937, Петропавловск) — советский и украинский кинорежиссёр. Заслуженный деятель искусств Чувашской АССР (1971). Народный артист Абхазской АССР (1975). Народный артист Украины (2002).

## Биография
В 1960 году окончил Одесский политехнический институт. В 1966 году — кинорежиссёрский факультет Киевского государственного института театрального искусства имени И. Карпенко-Карого (мастерская Виктора Ивченко).
Кинорежиссёр Киевской киностудии имени А. Довженко. Автор научно-популярных, документальных и игровых фильмов.
Снялся в ряде эпизодических ролей.
В 2008 году награждён Орденом «За заслуги» III степени

## Фильмография

### Актёр
- 1958 — На зелёной земле моей — Горуля
- 1959 — Мечты сбываются — Юрий Мартыныч, молодой рабочий
- 1963 — Сорок минут до рассвета — эпизод
- 1965 — Хочу верить — эпизод

### Режиссёр
- 1965 — Входящая в море (короткометражный)
- 1969 — Диалоги
- 1970 — Сеспель
- 1972 — Баллада о мужестве (документальный)
- 1974 — Белый башлык
- 1977 — Приглашение к танцу (также соавтор сценария с В. Зуевым)
- 1978 — Дивертисмент
- 1979 — Выгодный контракт
- 1980 — Копилка (в соавт. с М. Григорьевым)
- 1983 — Обвинение
- 1984 — Капитан Фракасс
- 1986 — Воспоминание
- 1991 — Изгой / «Пам'ятай» (укр.) (также автор сценария)
- 2002 — Тайна Чингисхана (также соавтор сценария с И. Драчом)

Сопродюсер фильма «Вперёд, за сокровищами гетмана!»  (1993, Украина—США).

## Награды и премии
Лауреат Всесоюзного кинофестиваля 1975 года в Кишинёве — Специальный приз за постановку фильма "Белый башлык".